# Иснахар
Иснахар (на испански: Iznájar) е населено място и община в Испания. Намира се в провинция Кордоба, в състава на автономната област Андалусия. Общината влиза в състава на района (комарка) Суббетика. Заема площ от 136 km². Населението му е 4714 души (по преброяване от 2010 г.). Разстоянието до административния център на провинцията е 110 km.

## Демография
| 1996 | 1998 | 1999 | 2000 | 2001 | 2002 | 2003 | 2004 | 2005 | 2006 |
| ---- | ---- | ---- | ---- | ---- | ---- | ---- | ---- | ---- | ---- |
| 5271 | 5200 | 5200 | 5077 | 4964 | 4854 | 4895 | 4907 | 4960 | 4865 |